# GS1-128

Esempio di un codice a barre GS1-128

GS1-128 è uno standard di applicazione implementata dalla GS1  usando le specifiche del codice a barre Code 128.
La forma corretta del nome era UCC/EAN-128 . Altri nomi non più utilizzati erano UCC-128 e EAN-128.
GS1-128 utilizza una serie di Identificatori di Applicazione per specificare informazioni aggiuntive come date di scadenza, numero di lotto, quantità, peso e molti altri tipi di informazioni.

## Specifiche
Lo standard GS1-128 è uno standard di applicazione che usa il codice a barre Code 128.
I dati vengono identificati all'interno del codice tramite
degli Identificatori di Applicazione (AI).
Un semplice esempio di SSCC (Serial Shipping Container Code potrebbe assomigliare al seguente (senza spazi):
```
[FNC1] 00 12345678 0000000001
```

nell'esempio precedente,
- [FNC1] è un singolo carattere e rappresenta Function Code 1, il quale specifica che un codice a barre Code 128 è un codice GS1-128
- 00 è l'Identificatore di Applicazione per "serial shipping container code" ("SSCC") che identifica i dati del serial shipping container code
- 12345678 0000000001 è lo serial shipping container formato da
  - identificativo aziendale : 12345678
  - numero progressivo di container  0000000001

Nel codice a barre è possibile includere diversi tipi di dato. Per esempio il numero di serie (codice 21), data di produzione (codice 11), data di scadenza (codice 17); tutti insieme potrebbero assomigliare a:
```
[FNC1] 21 12345 [FNC1] 11 090101 17 100101
```

Visto che il numero di serie è di lunghezza variabile, è richiesto un altro FNC1 prima della data di produzione. Non è richiesto prima della data di scadenza, perché la data di produzione è a lunghezza fissa. Riordinando i componenti in modo da porre i dati a lunghezza variabile per ultimi, si ottiene la forma più compatta:
```
[FNC1] 11 090101 17 100101 21 12345
```

### Lista completa degli Identificatori di Applicazione
Poiché il Code 128 è più efficiente nel codificare coppie di cifre, è preferibile avere una lunghezza pari dei campi numerici.
Tutte le date sono formattate a YYMMDD.
y negli Identificatori di Applicazione determina il numero di decimali nel valore a seguire. Il valore rappresentato è dato dal risultato intero dalla divisione per 10y. Ad esempio, il codice 310y indica il peso netto in kg; un prodotto di 22,7 kg può essere codificato, alternativamente, come 3101 000227 (227 kg / 101), 3102 002270 (2.270 kg / 102), 3103 022700 (22.700 kg / 103), oppure 3104 227000 (227.000 kg / 104).
| Code      | Descrizione | lunghezza del dato (senza AI) |
| --------- | --- | ----------------------------- |
| 00        | Serial Shipping Container Code (SSCC) | 18                            |
| 01        | Global Trade Item Number (GTIN) | 14                            |
| 02        | Identificazione delle Unità Commerciali a Misura Fissa contenute nell'Unità logistica | 14                            |
| 10        | Numero di lotto | variabile, fino a 20          |
| 11        | Data di produzione | 6                             |
| 12        | Data scadenza pagamento fattura | 6                             |
| 13        | Data di confezionamento | 6                             |
| 15        | Data minima di validità | 6                             |
| 17        | Data di scadenza | 6                             |
| 20        | Variante del Prodotto | 2                             |
| 21        | Numero di serie (Serial Number) | variabile, fino a 20          |
| 22        | Dati secondari | variabile, fino a 29          |
| 23n       | numero di lotto dove n=(lunghezza lotto -1)/2; questo AI verrà rimosso dallo standard | variabile, fino a 19          |
| 240       | Identificazione aggiuntiva prodotto | variabile, fino a 30          |
| 241       | numero di parte cliente | variabile, fino a 30          |
| 242       | Numero fornitura su commessa | variabile, fino a 6           |
| 243       | Numero di componente di packaging | variabile, fino a 20          |
| 250       | Numero di serie secondario | variabile, fino a 30          |
| 251       | Riferimento all'ente di origine | variabile, fino a 30          |
| 253       | Global Document Type Identifier | variabile, da 13 a 30         |
| 254       | GLN Extension Component | variabile, fino a 20          |
| 255       | GLN Extension Component | variabile, da 13 a 25         |
| 30        | Numero di colli | variabile, fino a 8           |
| 310y      | Peso netto del prodotto in kg | 6                             |
| 311y      | Lunghezza del prodotto/Prima Dimensione, in metri | 6                             |
| 312y      | Larghezza Prodotto/Diametro/Seconda Dimensione, in metri | 6                             |
| 313y      | Profondità del prodotto/Spessore/Altezza/Terza Dimensione, in metri | 6                             |
| 314y      | Area del Prodotto, in metri quadri | 6                             |
| 315y      | Volume Netto del Prodotto, in litri | 6                             |
| 316y      | Volume Netto del Prodotto, in metri cubi | 6                             |
| 320y      | Peso netto prodotto, in Libbre | 6                             |
| 321y      | Lunghezza Prodotto/Prima Dimensione, in pollici | 6                             |
| 322y      | Lunghezza Prodotto/Prima Dimensione, in Piedi | 6                             |
| 323y      | Lunghezza Prodotto/Prima Dimensione, in yards | 6                             |
| 324y      | Larghezza Prodotto/Diametro/Seconda Dimensione, in pollici | 6                             |
| 325y      | Larghezza Prodotto/Diametro/Seconda Dimensione, in Piedi | 6                             |
| 326y      | Larghezza Prodotto/Diametro/Seconda Dimensione, in yards | 6                             |
| 327y      | Profondità del prodotto / Spessore / Altezza/Terza Dimensione, in pollici | 6                             |
| 328y      | Profondità del prodotto / Spessore / Altezza/Terza Dimensione, in Piedi | 6                             |
| 329y      | Profondità del prodotto / Spessore / Altezza/Terza Dimensione, in yards | 6                             |
| 330y      | Peso Netto del container (kg) | 6                             |
| 331y      | Lunghezza Container/Prima Dimensione (metri) | 6                             |
| 332y      | Larghezza Container/Diametro/Seconda Dimensione (metri) | 6                             |
| 333y      | Profondità Container/Spessore/Terza Dimensione (metri) | 6                             |
| 334y      | Area del Container (metri quadri) | 6                             |
| 335y      | Volume Lordo del Container (Litri) | 6                             |
| 336y      | Volume Lordo del Container (Metri Cubi) | 6                             |
| 337y      | Chilogrammi per metri quadrati | 6                             |
| 340y      | Peso Netto del container (in Libbre) | 6                             |
| 341y      | Lunghezza Container/Prima Dimensione, in pollici | 6                             |
| 342y      | Lunghezza Container/Prima Dimensione, in Piedi | 6                             |
| 343y      | Lunghezza Container/Prima Dimensione in, in yards | 6                             |
| 344y      | Larghezza Container/Diametro/Seconda Dimensione, in pollici | 6                             |
| 345y      | Larghezza Container/Diametro/Seconda Dimensione, in Piedi | 6                             |
| 346y      | Larghezza Container/Diametro/Seconda Dimensione, in yards | 6                             |
| 347y      | Profondità Container/Spessore/Altezza/Terza Dimensione, in pollici | 6                             |
| 348y      | Profondità Container/Spessore/Altezza/Terza Dimensione, in Piedi | 6                             |
| 349y      | Profondità Container/Spessore/Altezza/Terza Dimensione, in yards | 6                             |
| 350y      | Area del prodotto (Pollici quadri) | 6                             |
| 351y      | Area del prodotto (Piedi quadri) | 6                             |
| 352y      | Area del prodotto (Yard quadre) | 6                             |
| 353y      | Area del Container (Pollici quadri) | 6                             |
| 354y      | Area del Container (Piedi quadri) | 6                             |
| 355y      | Area del Container (Yard quadre) | 6                             |
| 356y      | Peso Netto (Oncia troy) | 6                             |
| 357y      | Peso Netto/Volume (Once) | 6                             |
| 360y      | Volume del prodotto (Quarti di Galloni) | 6                             |
| 361y      | Volume del prodotto (Galloni) | 6                             |
| 362y      | Volume Lordo del Container (Quarti di Galloni) | 6                             |
| 363y      | Volume Lordo del Container (Galloni) | 6                             |
| 364y      | Volume del prodotto (pollici cubi) | 6                             |
| 365y      | Volume del prodotto (piedi quadri) | 6                             |
| 366y      | Volume del prodotto (Yard quadre) | 6                             |
| 367y      | Volume Lordo del Container (pollici cubi) | 6                             |
| 368y      | Volume Lordo del Container (piede cubo) | 6                             |
| 369y      | Volume Lordo del Container (Yard quadre) | 6                             |
| 37        | Numero di unità contenute | variabile, fino a 8           |
| 390y      | Totale da Pagare (valuta locale) | variabile, fino a 15          |
| 391y      | Totale da Pagare (con codice ISO valuta) | variabile, 3–18               |
| 392y      | Totale da Pagare per collo (valuta locale) | variabile, fino a 15          |
| 393y      | Totale da Pagare per collo (con codice ISO valuta) | variabile, 3–18               |
| 394y      | Percentuale di sconto di un coupon | variabile, fino a 4           |
| 400       | Numero d'ordine d'acquisto del cliente | variabile, fino a 30          |
| 401       | Numero di consegna (GINC): | variabile, fino a 30          |
| 402       | Numero Polizza di carico | 17                            |
| 403       | Codice Itinerario (Routing code) | variabile, fino a 30          |
| 410       | Global Location Number di spedizione | 13                            |
| 411       | Global Location Number di fatturazione | 13                            |
| 412       | Global Location Number di acquisto | 13                            |
| 413       | Imbarco per, Spedire per, (Global Location Number) | 13                            |
| 414       | Identificazione della locazione fisica (Global Location Number) | 13                            |
| 415       | GLN del soggetto fatturatore | 13                            |
| 416       | GLN del luogo di produzione o servizio | 13                            |
| 420       | Spedire a codice postale | variabile, fino a 20          |
| 421       | Spedire a codice postale (con codice nazione ISO di 3 lettere) | variabile, 3–15               |
| 422       | Paese di Origine (codice nazione ISO di 3 lettere) | variabile fino a 3            |
| 423       | Paese o Paesi di inizio processo | variabile, 3–15               |
| 424       | Paese di processo | variabile fino a 3            |
| 425       | Paese di dissansemblaggio | variabile 3-15                |
| 426       | Paese dell'intera catena di processo | variabile fino a 3            |
| 427       | Suddivisione dello stato di origine | variabile fino a 3            |
| 7001      | NATO Stock Number (NSN) | 13                            |
| 7002      | UN/ECE classificazione di carcasse e tagli di carne | variabile, fino a 30          |
| 7003      | Data e Ora di scadenza | 10                            |
| 7004      | Potenza attiva | variabile, fino a 4           |
| 703n      | Approvazione di processo (con codici nazione ISO) | variable, 3–30                |
| 710       | National Healthcare Reimbursement Number (NHRN) – Germany PZN | variable, fino a 20           |
| 711       | National Healthcare Reimbursement Number (NHRN) – France CIP | variable, fino a 20           |
| 712       | National Healthcare Reimbursement Number (NHRN) – Spain CN | variable, fino a 20           |
| 713       | National Healthcare Reimbursement Number (NHRN) – Brasil DRN | variable, fino a 20           |
| 714       | National Healthcare Reimbursement Number (NHRN) – Portugal AIM | variable, fino a 20           |
| 8001      | Prodotti arrotolati: Larghezza/Lunghezza del prodotto arrotolato/Diametro interno/Direzione del prodotto(0=Faccia esterna, 1=Faccia interna, 9=sconosciuta o non applicabile)/giunte (0-8, 9 significa giunte>8 o sconosciute) | 14                            |
| 8002      | Numero di serie nel caso il prodotto sia un telefono cellulare | variabile, fino a 20          |
| 8003      | Numero di Identificazione per i Beni a Rendere | variabile, 14–30              |
| 8004      | Numero di Identificazione per i Beni Individuali | variabile, fino a 30          |
| 8005      | Prezzo per unità di misura | 6                             |
| 8006      | Identificazione dei componenti di un collo | 18                            |
| 8007      | International Bank Account Number | variabile, fino a 30          |
| 8008      | Data di produzione | variabile, 8–12               |
| 8010      | Data di produzione | variabile, fino a 30          |
| 8011      | Numero seriale identificativo componente/parte | variabile, fino a 12          |
| 8012      | Versione software | variabile, fino a 20          |
| 8013      | Global Model Number (GMN) | variabile, fino a 30          |
| 8017      | Numero per le Relazioni di Servizio (GSRN) | 18                            |
| 8018      | GSRN – numero globale di relazione di servizio per identificare la relazione tra l’organizzazione che offre servizi e il destinatario di servizi                                                                               | 18                            |
| 8019      | SRIN – numero di istanza di relazione di servizio | fino a 10                     |
| 8020      | Numero bollettino del pagamento | variabile, fino a 25          |
| 8100 8102 | Codice Coupon Esteso con Simbologia GS1‐128 | 6                             |
| 8110      | Codice Coupon per essere utilizzato in Nord America | variabile, fino a 30          |
| 8111      | Punti fedeltà di un coupon | variabile, fino a 4           |
| 8112      | Codice di identificazione del coupon digitale, per l’utilizzo in Nord America | variabile, fino a 70          |
| 8200      | Extended Packaging URL | variabile, fino a 70          |
| 90        | Informazioni condivise tra le parti (per le quali non esiste altro AI specifico) | variabile, fino a 30          |
| 91–99     | Riservato per uso interno da parte dell'Azienda | variabile, fino a 30          |